# Rájovský javor
Rájovský javor je solitérní, rozložitý, zdaleka viditelný památný strom javor klen (Acer pseudoplatanus) v okrese Cheb v Karlovarském kraji. Roste na malé kamenité vyvýšenině na pastvině, přibližně 750 m jihovýchodně od Rájova v okrese Cheb.
Strom má mohutné kořenové náběhy, dutý kmen a propletenec silných větví, když nejspodnější větve sahají až k zemi a tak strom vytváří vzhled obří bonsaje. Koruna stromu sahá do výšky 17 m, obvod kmene měří 485 cm (měření 1984). Od stromu je hezký výhled na Podhorní vrch, nejvyšší horu Tepelské vrchoviny. Strom je chráněn od roku 1985 jako historicky důležitý, esteticky zajímavý strom, významný stářím a vzrůstem.

## Stromy v okolí
- Jírovec u Mariánské kapličky v Jankovicích
- Lípa u hřbitova
- Hroznatova lípa
- Lípa v Ovesných Kladrubech
- Buky u kostela Nanebevzetí Panny Marie
- Jilm ve Vlkovicích (zaniklý)